# 波蒂奇鎮區 (印第安納州聖約瑟夫縣)
波蒂奇鎮區（英語：Portage Township）是位於美國印第安納州聖約瑟夫縣的一個行政鎮區。

## 地方資料
根據2010年美國人口普查的數據，波蒂奇鎮區的面積為164.67平方千米，當中陸地面積為161.86平方千米，而水域面積為2.81平方千米。當地共有人口94916人，而人口密度為每平方千米576.4人。